# Xisto Bahia
Xisto de Paula Bahia (Salvador, 6 de agosto de 1841 – Caxambu, 30 de outubro de 1894) foi um ator, cantor e compositor brasileiro. Xisto foi também o compositor da primeira música gravada no Brasil: o lundu "Isto é bom".

## Biografia
Nascido na capital baiana, filho do major Francisco de Paula Bahia e Teresa de Jesus Maria do Sacramento, no forte de Santo Antônio Além do Carmo, onde o pai era administrador, em 6 de agosto (ou talvez 5 de setembro) de 1841, conforme registra Torquato Bahia, seu biógrafo e sobrinho.
Desde cedo revelou uma propensão artística, atuando em peças de teatro e cantando em corais, tendo viajado por vários estados do país, e feito grande sucesso, se tornou cantor, compositor, violinista, violonista e dramaturgo.
Aos dezessete anos, os baianos já o viam cantando modinhas e lundus, tocando violão e compondo, tal como Iaiá, você quer morrer?.
Em 1861, excursionando como ator pelo norte e nordeste do país, tocava e cantava chulas e lundus de sua autoria. Nunca estudou música, foi um músico intuitivo e autodidata.
Considerado pelo escritor Artur de Azevedo o "ator mais nacional que tivemos", Xisto escreveu e representou comédias da qual destaca-se o Duas páginas de um livro e, apenas como ator, Uma véspera de reis, de Artur de Azevedo.
Em 1880, no Rio de Janeiro, recebeu aplausos de D. Pedro II, pelo desempenho em Os perigos do coronel. Atuou, além do norte e nordeste, em São Paulo e Minas Gerais, sempre com sucesso.
Em 1891 transfere-se para o Rio de Janeiro e, largando por um ano a carreira artística, foi escrevente da penitenciária de Niterói.
Era casado com a atriz portuguesa Maria Vitorina de Lacerda Bahia, com quem teve quatro filhos. Ficou célebre, e teve grande popularidade no Segundo Reinado, com a modinha que musicou do poeta Plínio de Lima, Ainda e sempre, e o lundu Isto é bom, que foram lançados no primeiro disco gravado no Brasil, pela Casa Edison (selo Zon-O-Phone (alemã)), em 1902.
As canções compostas A mulata e A preta mina foram regravadas pela Orquestra de Câmara Paulista no CD Sarau Brazil, de 2006. São uma das poucas gravações da obra.
Dentre seus inúmeros descendentes figura a célebre professora, médica e cientista Ligia Bahia.

## Composições
- Ainda e sempre, modinha.

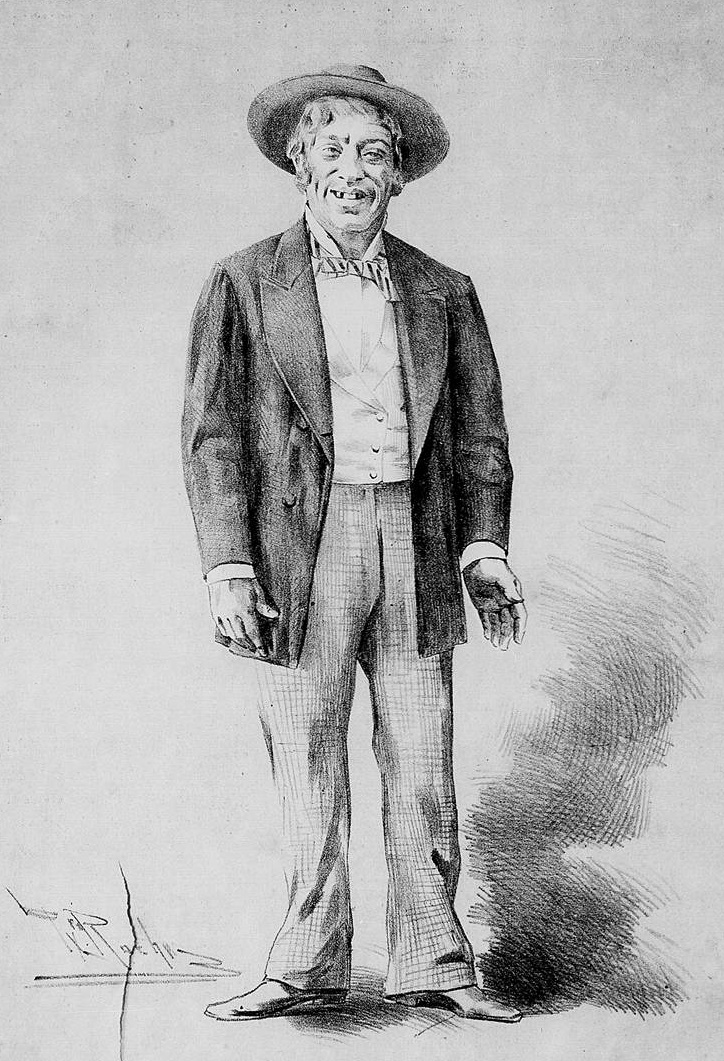
O ator Xisto Bahia (Teixeira da Rocha, Vida Fluminense, 08/02/1890.).

- A mulata, lundu com Melo de Morais Filho.
- Isto É Bom, lundu.
- O camaleão, lundu.
- O pescador, lundu com Artur de Azevedo.
- Preta mina, cançoneta atribuída somente a Ernesto de Souza.
- Tirana, modinha
- Yayá, você quer morrer?, lundu